# بیمارستان امام رضا (لار)

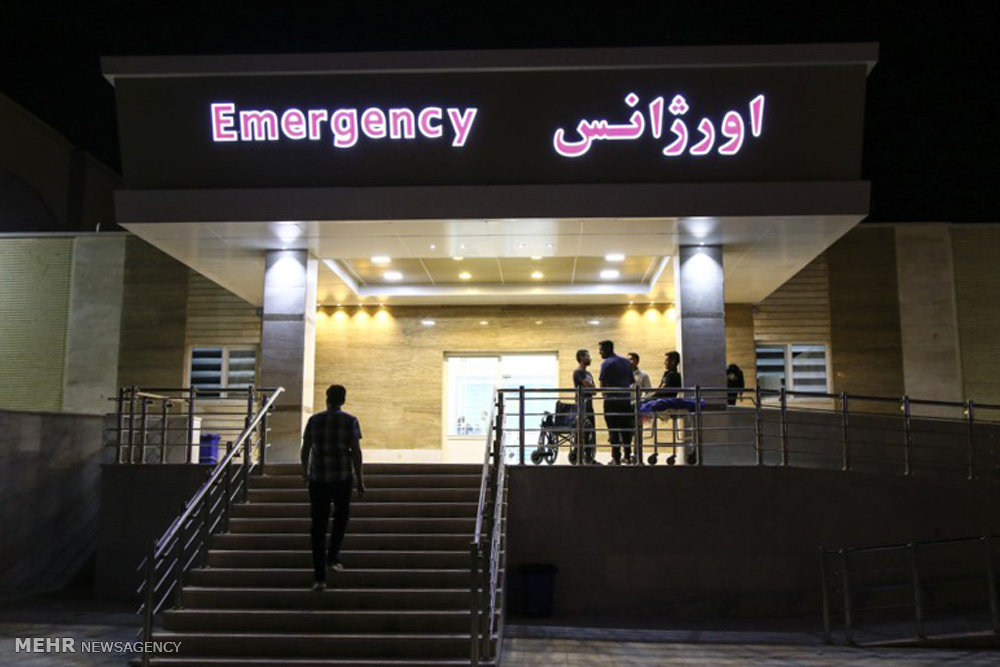
اورژانس بیمارستان

بیمارستان امام رضا واقع در استان فارس، شهرستان لار بیمارستانی است دانشگاهی و درمانی وابسته به دانشکده علوم پزشکی لارستان با ظرفیت ۳۴۰ تخت ثابت که در سال ۱۳۷۶ خورشیدی تأسیس گردید.
هم اکنون این بیمارستان دارای بخش‌های دیالیز، اتاق عمل، تالاسمی، ‍‍زایشگاه، پست پارتوم، لیبر، اورژانس، شیمی درمانی، ENT، ارتوپدی، ارولوژی، اطفال، جراحی زنان و زایمان، جراحی عمومی، چشم، داخلی، نوزادان، جراحی مغز و اعصاب،جراحی قلب و عروق ،ICU و دیگر واحدهای پاراکلینیکی و درمانگاهی می‌باشد.